# Atlas Wysoki
Atlas Wysoki – pasmo górskie w centralnym Maroku, będące najwyższym pasmem łańcucha górskiego Atlas. Atlas Wysoki rozciąga się od wybrzeży Oceanu Atlantyckiego do źródeł rzeki Wadi Mulaja. Najwyższym szczytem pasma jest góra Dżabal Tubkal (4167 m n.p.m.), znajduje się on w Parku Narodowym Tubkalu. Pasmo jest barierą rozdzielającą Saharę od strefy klimatycznej kontynentalnej i śródziemnomorskiej, tym samym stwarza zjawisko cienia opadowego. 
Atlas Wysoki jest miejscem gdzie wiele systemów rzecznych posiada swoje źródła. Większość całorocznych rzek płynie w kierunku północnym, są one podstawą osadnictwa w tym rejonie. Rzeki sezonowe płyną w kierunku pustyni na południu oraz w kierunku płaskowyżu na wschód od pasma górskiego.